# K.Ganganahalli, Turuvekere
K.Ganganahalli là một làng thuộc tehsil Turuvekere, huyện Tumkur, bang Karnataka, Ấn Độ.